# Београђанка (песма)
Београђанка је хип хоп сингл српског репера Блоковског, који је изашао за дигитално преузимање, 3. марта 2018. године. Изашао је под окриљем издавачке куће Царски рез, где је и сниман. Представа сингл још увек необјављеног албума Дан мрмота. Инструментал је радио OLR, а микс и мастер песме радио је Мислав Петек.